# Abánades
Abánades ist ein Ort und eine Gemeinde (municipio) mit 60 Einwohnern (Stand: 2024) im östlichen Zentrum der Provinz Guadalajara in der Autonomen Gemeinschaft Kastilien-La Mancha. 

## Lage und Klima
Abánades liegt in einer Höhe von ca. 1040 m in der Kulturlandschaft der Alcarria. Die Entfernung zur westsüdwestlich gelegenen Provinzhauptstadt Guadalajara beträgt ca. 65 Kilometer (Fahrtstrecke). Das Klima ist gemäßigt bis warm; Regen (533 mm/Jahr) fällt übers Jahr verteilt.

## Bevölkerungsentwicklung
| Jahr      | 1970 | 1981 | 1991 | 2001 | 2011 | 2021 |
| Einwohner | 231  | 143  | 128  | 114  | 72   | 55   |

## Sehenswürdigkeiten
- Peterskirche
- Marienkapelle